# Powiat Bieruńsko-Lędziński
Der Powiat Bieruńsko-Lędziński, bis 2002 Powiat Tyski, ist ein Powiat (Kreis) mit der Kreisstadt Bieruń in der Woiwodschaft Schlesien in Polen. Er umfasst eine Fläche von 157 km², auf der rund 60.000 Einwohner leben.
Im Jahre 1999 wurde die Verlegung des Sitzes von Tychy nach Bieruń beschlossen und der Powiat zum 1. Januar 2002 umbenannt.

## Gemeinden
Der Powiat umfasst fünf Gemeinden, davon drei Stadt- und zwei Landgemeinden:
(Einwohnerzahlen vom 31. Dez. 2007)

### Stadtgemeinden
- Bieruń (Berun) – 19.464
- Imielin (Imielin) –  8.010
- Lędziny (Lendzin) – 16.262

### Landgemeinden
- Bojszowy (Boischow) – 6.760
- Chełm Śląski (Groß Chelm) – 5.759

## Politik
Die Kreisverwaltung wird von einem Starosten geleitet. Seit 2014 war dies Bernard Bednorz vom Wahlkomitee „Lokale Verwaltung“, der 2024 von Łukasz Odelga vom selben Wahlkomitee abgelöst wurde.

### Kreistag
Der Kreistag besteht aus 17 Mitgliedern, die von der Bevölkerung gewählt werden. Die turnusmäßige Wahl 2024 brachte folgendes Ergebnis:
- Wahlkomitee „Lokale Verwaltung“ 29,0 % der Stimmen, 5 Sitze
- Prawo i Sprawiedliwość (PiS) 26,9 % der Stimmen, 6 Sitze
- Koalicja Obywatelska (KO) 15,6 % der Stimmen, 3 Sitze
- Wahlkomitee „Einwohner des Kreises“ 11,9 % der Stimmen, 2 Sitze
- Wahlkomitee des Vereins „Porąbek“ in Bierun 8,8 % der Stimmen, kein Sitz
- Wahlkomitee „Lokale Verwaltung des Kreises“ 7,8 % der Stimmen, 1 Sitz

Die turnusmäßige Wahl 2018 brachte folgendes Ergebnis:
- Wahlkomitee „Lokale Verwaltung“ 38,6 % der Stimmen, 7 Sitze
- Prawo i Sprawiedliwość (PiS) 29,8 % der Stimmen, 5 Sitze
- Wahlkomitee „Wählervereinigung Bieruńsko-Lędziński“ 16,4 % der Stimmen, 3 Sitze
- Schlesische Regionalpartei 9,5 % der Stimmen, 1 Sitz
- Wahlkomitee des Vereins „Porąbek“ in Bierun 5,7 % der Stimmen, 1 Sitz